# Mukinjica
Mukinjica  (patuljasta jarebika, patuljasta mukinja, lat. Chamaemespilus alpina; sin. Sorbus chamaemespilus), monotipski biljni rod, nekada uključivan u rodu Sorbus. jedina vrsta, mukinjica, raširena u planinama srednje i južne Europe. Raste na nadmorskoj visini do 2500 metara. Kod nas se nađe na Velebitu i u Gorskom kotaru. Koristi se i u hortikulturi.

## Opis
Listopadni grm visine do 3 metra. Listovi su ovalno eliptični,3–7 cm dugi. Cvjetovi su ružičasti za razliku od drugih vrsta ovog roda. Plodovi su crveni, ovalni, promjera do 13 mm. Jestivi su u svježem stanju.